# Roccella tinctoria
Roccella tinctoria, nombre vulgar urzela, es una especie de liquen del género Roccella, sinónimo homotípico de Lecanora tinctoria (DC). Czerwiak., 1849. En Canarias se llama orchilla.
Fue descrito por primera vez por Augustin Pyramus de Candolle en 1805. Esta especie tiene las siguientes variedades:
- R. t. var. portentosa
- R. t. var. subpodicellata
- R. t. var. tinctoria

Por otro lado,  Rocella tinctoria, tiene las siguientes formas:

- R. t. f. complanata
- R. t. f. tinctoria

## Usos comerciales
Por aportar un tinte azulado (o rojo violáceo), este liquen fue muy requerido a fines de la Edad Media e inicios de la Edad Moderna entre los tintoreros y textiles de Europa.